# Csengeri Ottilia
Csengeri Ottília (Szeged, 1966. január 5. - ) magyar musicalénekes, színésznő.

## Életpályája
Középiskolai tanulmányait a Tömörkény István Művészeti Szakiskola zene-tánc szakán végezte el 1984-ben. 1985-1995 között a Rock Színház tagja volt. 1995 óta a Budapesti Operettszínház tagja. 1996 óta szabadfoglalkozású.

## Színházi szerepei

### Csengeri Ottília-ként
A Színházi Adattárban regisztrált bemutatóinak száma: 11.
- Schönberg: A nyomorultak... Madame Thenardier, Szajha, Munkásnő
- Szakcsi Lakatos Béla: A bestia... Apáca
- Herman: Hello, Dolly!...
- Dolly Roll: Egy tenyér, ha csattan... Mirtill
- Várkonyi Mátyás: Dorian Gray... Xénia; Tündér
- Lloyd Webber: Jézus Krisztus szupersztár...
- Várkonyi Mátyás: Sztárcsinálók... Ulrika
- Schönberg: Miss Saigon... Gigi
- Ábrahám Pál: Bál a Savoyban... Tangolita
- Kerényi Miklós Gábor: Rómeó és Júlia...Montague-né

### Csengeri Ottíliaként
A Színházi Adattárban regisztrált bemutatóinak száma: 9.
- Coleman: Sweet Charity...
- Miklós Tibor: Csillag Nápoly egén... Jocó felesége; Sandra
- Schönberg: A nyomorultak... Madame Thenardier, Szajha, Munkásnő
- Andersson-Ulvaeus: Chess (Sakk)...
- Lehár Ferenc: A víg özvegy... Esti meglepetés a Maximból
- Szakcsi Lakatos Béla: Szentivánéji álom... Hippolyta
- Pásztor-Jakab: Szép nyári nap... A Pesti Művésznő
- Schönberg: Miss Saigon... Gigi

### Egyéb színházi szerepei
- Rockodüsszeia... Kirké
- Kander-Ebb-Fosse: Chicago... Mona
- Büchner: Leonce és Léna... Rozetta
- Styme-Mirtill: Van, aki forrón szereti... Sweet Sue
- Mechan-Strouse-Charnin: Annie... Lily
- Szörényi-Bródy: A kiátkozott... Édua
- Presgurvic: Rómeó és Júlia... Capuletné, Montaguené

## Filmjei
- Revue déja vu (2000)
- Broadway Szilveszter

## Önálló estje
- Egy lány, aki útra kelt

## Külső hivatkozások
- Életrajza a Budapesti Operettszínház oldalán
- Színházi Adattár